# H-Bahn
H-Bahn (Dortmund) und SkyTrain (Düsseldorf) sind automatisch gesteuerte Großkabinen-Hängebahnen nach dem System SAFEGE. Entwickler und ursprünglicher Hersteller dieses Systems ist die Firma Siemens, die das Produkt als SIPEM (Siemens People Mover) bezeichnet hatte. In Deutschland ist das System der Straßenbahn-Bau- und Betriebsordnung (BOStrab) unterworfen und gilt nach § 4 Abs. 2 PBefG als (vom sonstigen Verkehr) unabhängige Bahn, die dementsprechend auch automatisch, d. h. ohne Fahrpersonal in den Fahrzeugen, betrieben werden darf.

## Technik

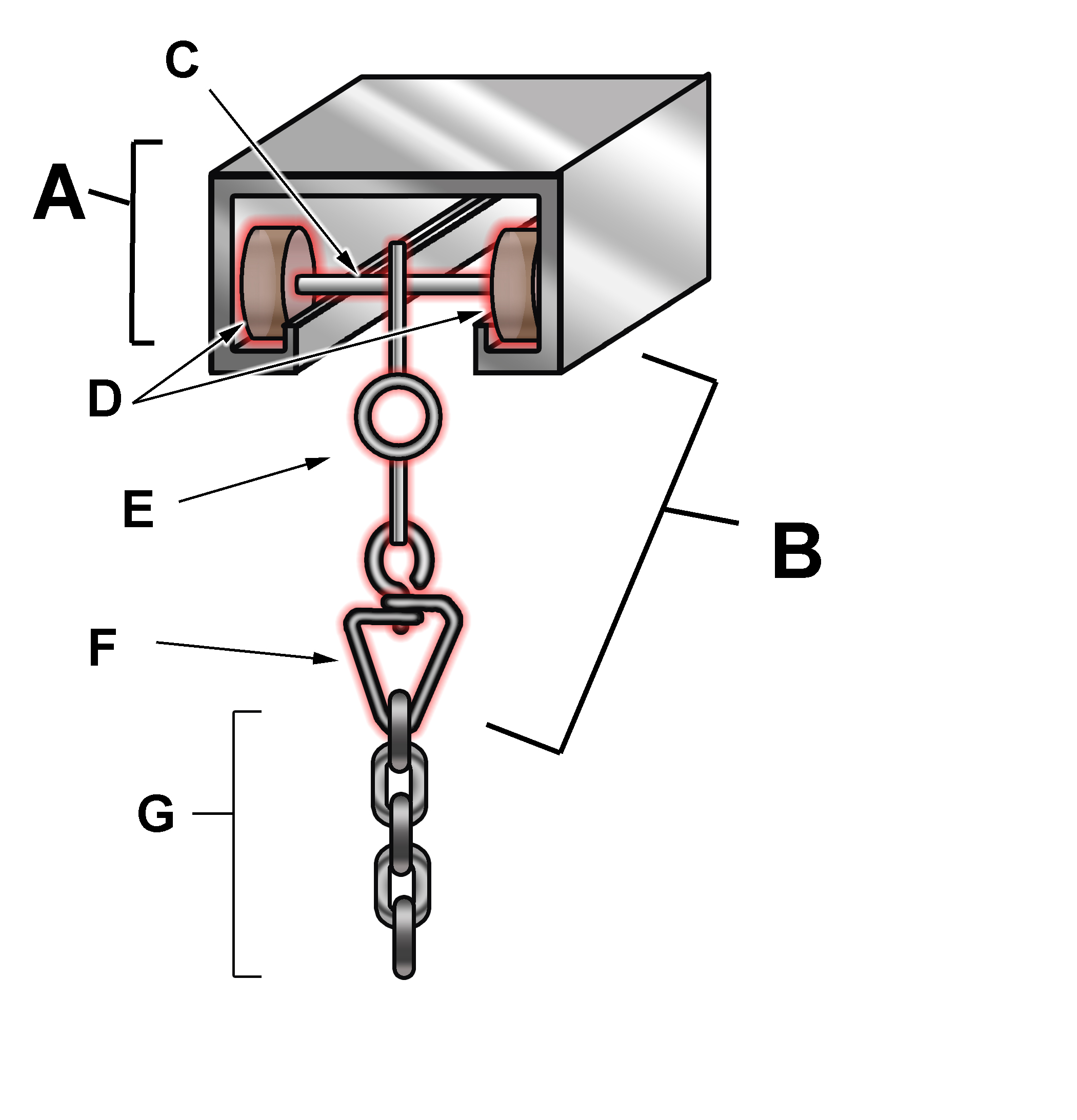
Prinzip des Fahrwegs mit einer unten offenen Hohlschiene und einem Paar von Innenlaufrollen, hier bei der Aufhängung eines Theatervorhangs

Die Fahrzeuge der H-Bahn hängen mit je zwei Fahrwerken an einem unten geschlitzten Hohlkastenträger, in dessen Innern Antrieb, Führung und Stromversorgung wettergeschützt untergebracht sind. 
Jedes Fahrwerk besteht aus 4 gummibandagierten Trag- und Treibrädern (2 "Gardinenröllchen" hintereinander), die vorne und hinten von je 8 kleineren Führungsrollen in der Spur gehalten werden (4 Doppelrollen vorne, 4 hinten). Ein einzelnes Fahrwerk besitzt somit 4 Lauf- und 16 Führungsräder. Es ist damit wesentlich komplexer aufgebaut als ein Fahrwerk der Wuppertaler Schwebebahn, das aus lediglich 2 Rädern besteht.
Jedes Fahrwerk verfügt über zwei parallelgeschaltete Gleichstrommotoren, die ihre Spannung (400 Volt) aus dem Drehstromnetz der Universität Dortmund erhalten. Die Bremsenergie wird in das Versorgungsnetz zurückgespeist. Der Antrieb ist redundant ausgelegt. Bei Ausfall eines Motors kann die Fahrt bis zur Endhaltestelle fortgesetzt werden.
Die Stromabnahme läuft über vier seitlich angebrachte Stromschienen, dabei wird Dreiphasenwechselstrom (Drehstrom) mit einer Spannung von 400 Volt übertragen, der ohne Umformer und eigene Umspannstationen direkt aus dem Drehstromnetz der Universität genommen wird. Darüber liegen Linienleiter zur drahtlosen Übertragung von Daten zwischen Fahrzeug und Leitstand. 
Weichen ermöglichen Verzweigungen des Fahrwegs. Bahnsteigtüren verhindern Abstürze aus hoch gelegenen Bahnhöfen bzw. ein Betreten der Gleisbereiche.
Die H-Bahn wird von einer zentralen Leitstelle aus überwacht und kommt so ohne Fahrpersonal in den Zügen aus. Sie kann, je nach Auslastung, im Takt- oder im Rufbetrieb eingesetzt werden, wobei im letzteren der Fahrgast sich die Kabine wie einen Personenaufzug per Knopfdruck „bestellt“.

## Anfänge
1973 stellte das damalige Bundesministerium für Forschung und Technologie rund 22 Millionen DM zur Förderung dieses Systems bereit. Am 21. Juli 1975 wurde auf dem Gelände der DUEWAG in Düsseldorf unter Teilnahme des damaligen Ministers Hans Matthöfer eine rund 180 Meter lange Versuchs- und Demonstrationsstrecke eingeweiht. Eine 1,5 Kilometer lange Strecke ging 1976 auf dem Werksgelände von Siemens in Erlangen in Betrieb.

## Vermarktung
Seit 2007 vermarktet Siemens das System nicht mehr aktiv, um sich in diesem Marktsegment ausschließlich auf das System Véhicule automatique léger (VAL) zu konzentrieren, das von der inzwischen von Siemens übernommenen Transportsparte von Matra entwickelt worden war, aber die Technik steht für weitere Installationen zur Verfügung.
Im Jahr 2009 wurde das System für eine neue Bürostadt in Moskau angeboten, wobei die Dortmunder Betreiberfirma als technischer Berater fungierte. Das System kam dort nicht zum Zuge.
An derselben Adresse wie die H-Bahn-Gesellschaft Dortmund mbH war ab Mai 2009 eine Firma Air Train International GmbH registriert, mit dem Geschäftszweck „Vertrieb von H-Bahn-Systemen und Unterstützung bei deren Errichtung insbesondere auf dem Gebiet der Volksrepublik China“. In China bemüht sich eine Firma namens Air Train International Shanghai Co um Aufträge für die Errichtung einer H-Bahn. Laut „Pekinger Volkszeitung“ verfügt diese Firma über eine verbesserte Version der Steuerungssoftware von Siemens und gibt an, Fahrweg sowie Fahrzeuge zu 95 % in China selbst herstellen zu können.

## Existierende Installationen

### Dortmund
| |               |                        |                        |
| Streckenlänge: | 3,162 km      |                        |                        |
| Stromsystem: | 400 V 50 Hz ∆ |                        |                        |
| Streckengeschwindigkeit: | 50 km/h       |                        |                        |
| |               |                        |                        |
| \| \| \| Hauert (geplant) \| \| \| \| \| Technologiezentrum ⊙ \| \| \| \| \| \| \| \| \| \| \| \| \| \| \| Emil-Figge-Straße ⊙ \| \| \| \| \| \| \| \| \| \| \| \| \| \| \| Do-Universität S ⊙ S 1 \| \| \| \| \| \| \| \| \| \| Vogelpothsweg \| \| \| \| \| \| \| \| \| \| \| \| \| \| \| Campus Nord ⊙ \| \| \| \| \| \| \| \| \| \| \| \| \| \| \| Otto-Hahn-Straße \| \| \| \| \| Universitätsstraße \| \| \| \| \| \| \| \| \| \| Campus Süd ⊙ \| \| \| \| \| \| \| \| \| \| \| \| \| \| \| Eichlinghofen ⊙ \| \| |               |                        |                        |
| U-Bahn-Haltepunkt / Haltestelle Anfang Hochstrecke (Strecke außer Betrieb) |               | Hauert (geplant)       | Hauert (geplant)       |
| U-Bahn-Haltepunkt / Haltestelle Strecke bis hier außer Betrieb |               | Technologiezentrum ⊙   | Technologiezentrum ⊙   |
| |               |                        |                        |
| |               |                        |                        |
| |               | Emil-Figge-Straße ⊙    |                        |
| |               |                        |                        |
| |               |                        |                        |
| U-Bahn-Bahnhof mit S-Bahn-Halt |               | Do-Universität S ⊙ S 1 | Do-Universität S ⊙ S 1 |
| |               |                        |                        |
| |               | Vogelpothsweg          |                        |
| |               |                        |                        |
| |               |                        |                        |
| U-Bahn-Haltepunkt / Haltestelle Anfang Hochstrecke · U-Bahn-Strecke |               | Campus Nord ⊙          | Campus Nord ⊙          |
| |               |                        |                        |
| |               |                        |                        |
| |               | Otto-Hahn-Straße       |                        |
| |               | Universitätsstraße     |                        |
| |               |                        |                        |
| U-Bahn-Haltepunkt / Haltestelle |               | Campus Süd ⊙           | Campus Süd ⊙           |
| |               |                        |                        |
| |               |                        |                        |
| U-Bahn-Haltepunkt / Haltestelle Ende Hochstrecke |               | Eichlinghofen ⊙        | Eichlinghofen ⊙        |

Betreiber der H-Bahn Dortmund ist – unter der Marke H-BAHN21 – die H-Bahn-Gesellschaft Dortmund, die als Tochterunternehmen der Dortmunder Stadtwerke Holding im Eigentum der Stadt Dortmund steht.

#### Bau und Ausbau des Streckennetzes

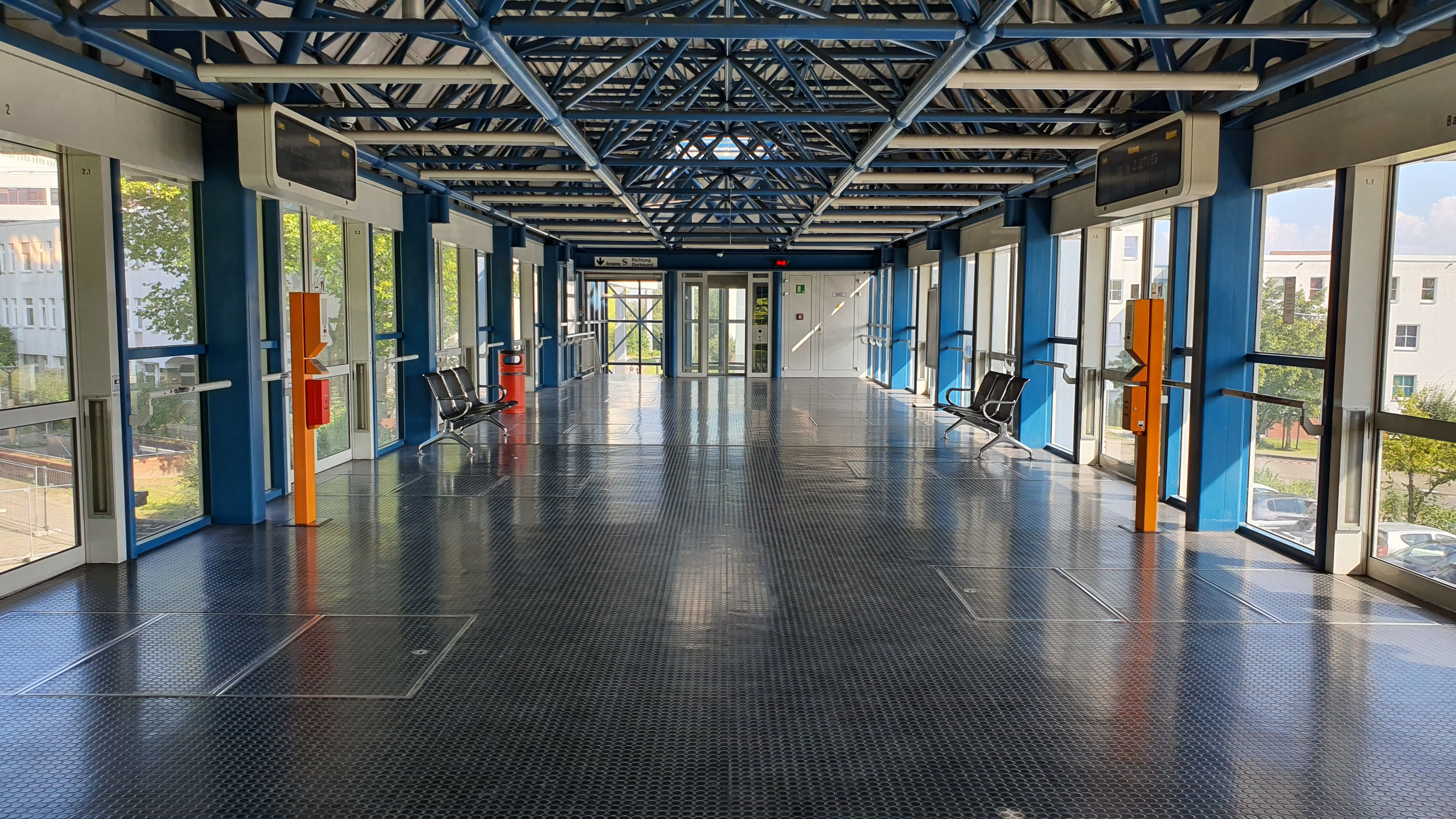
H-Bahn Dortmund, Station Universität, Innenansicht 2023

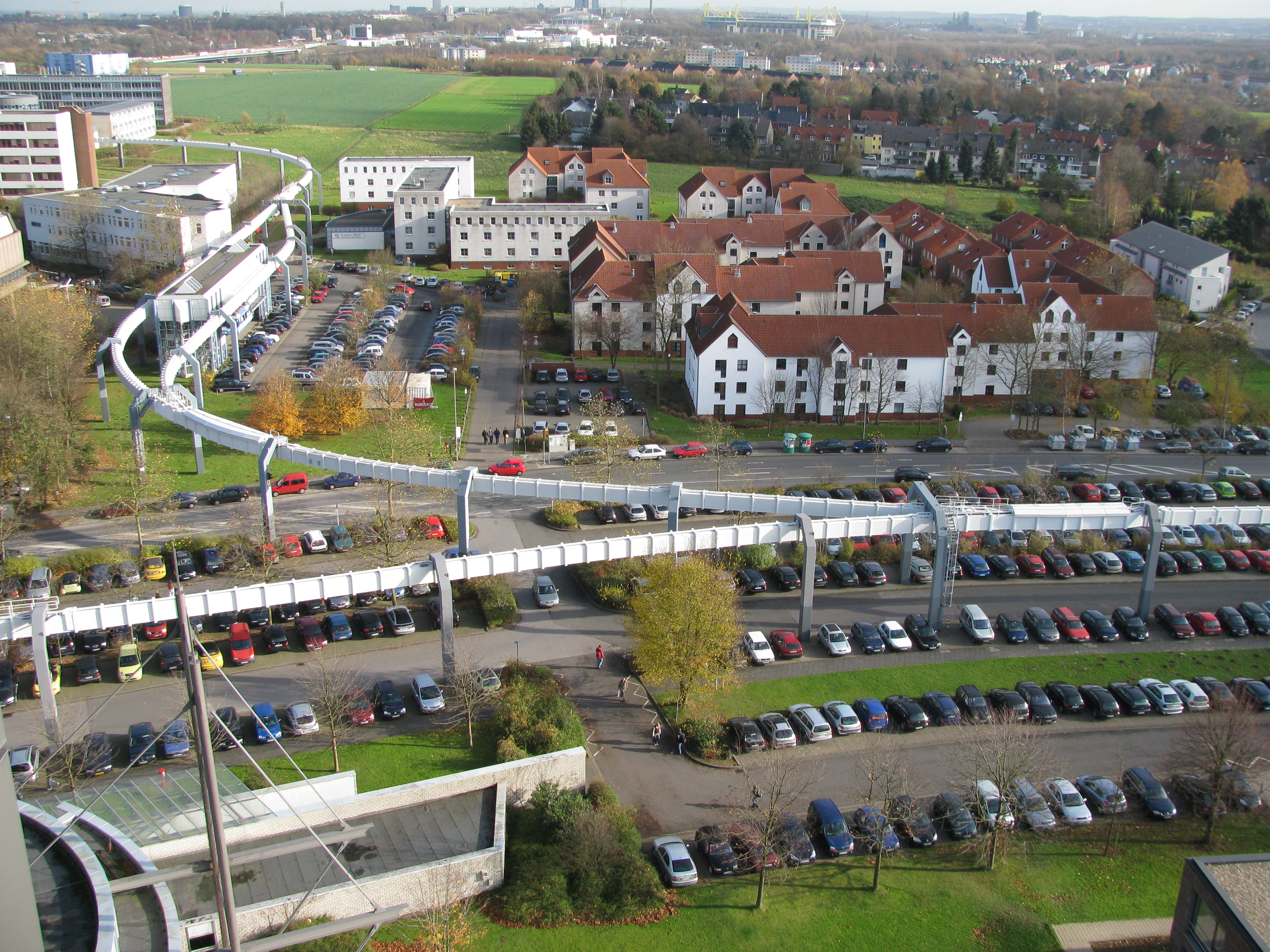
Streckenabzweig im Bereich
Universität (S) / Campus Nord

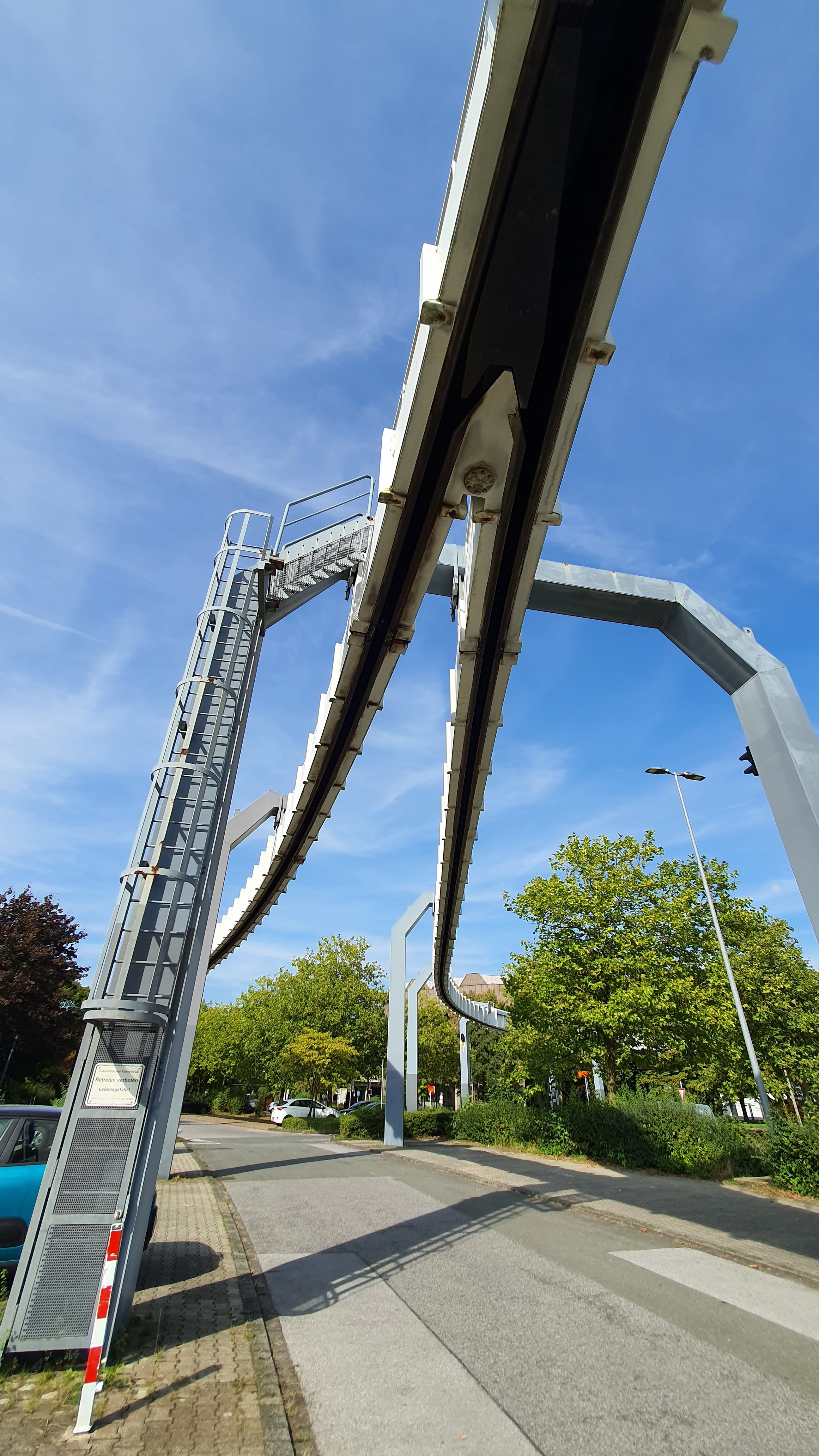
H-Bahn Dortmund Weiche an Station Universität

Die erste öffentlich in Betrieb genommene H-Bahn befindet sich seit 1984 auf dem Gelände der Technischen Universität Dortmund, wo sie zunächst den Nord- mit dem Südcampus verband. Eröffnet wurde die Strecke am 2. Mai durch den damaligen Minister Heinz Riesenhuber. Die erforderlichen Finanzmittel waren aus dem 1979 beschlossenen Aktionsprogramm Ruhr der Landesregierung Nordrhein-Westfalens bereitgestellt worden. Die Strecke wies eine Länge von zunächst 1,05 Kilometern auf und wurde von zwei Fahrzeugen befahren. Die Kosten beliefen sich auf rund 24 Millionen DM, von denen 75 % vom Bund, 20 % vom Land und 5 % von der Stadt getragen wurden. Die maximale Stützweite beträgt 38,5 Meter, diese ist bei der Querung der Universitätsstraße erforderlich.

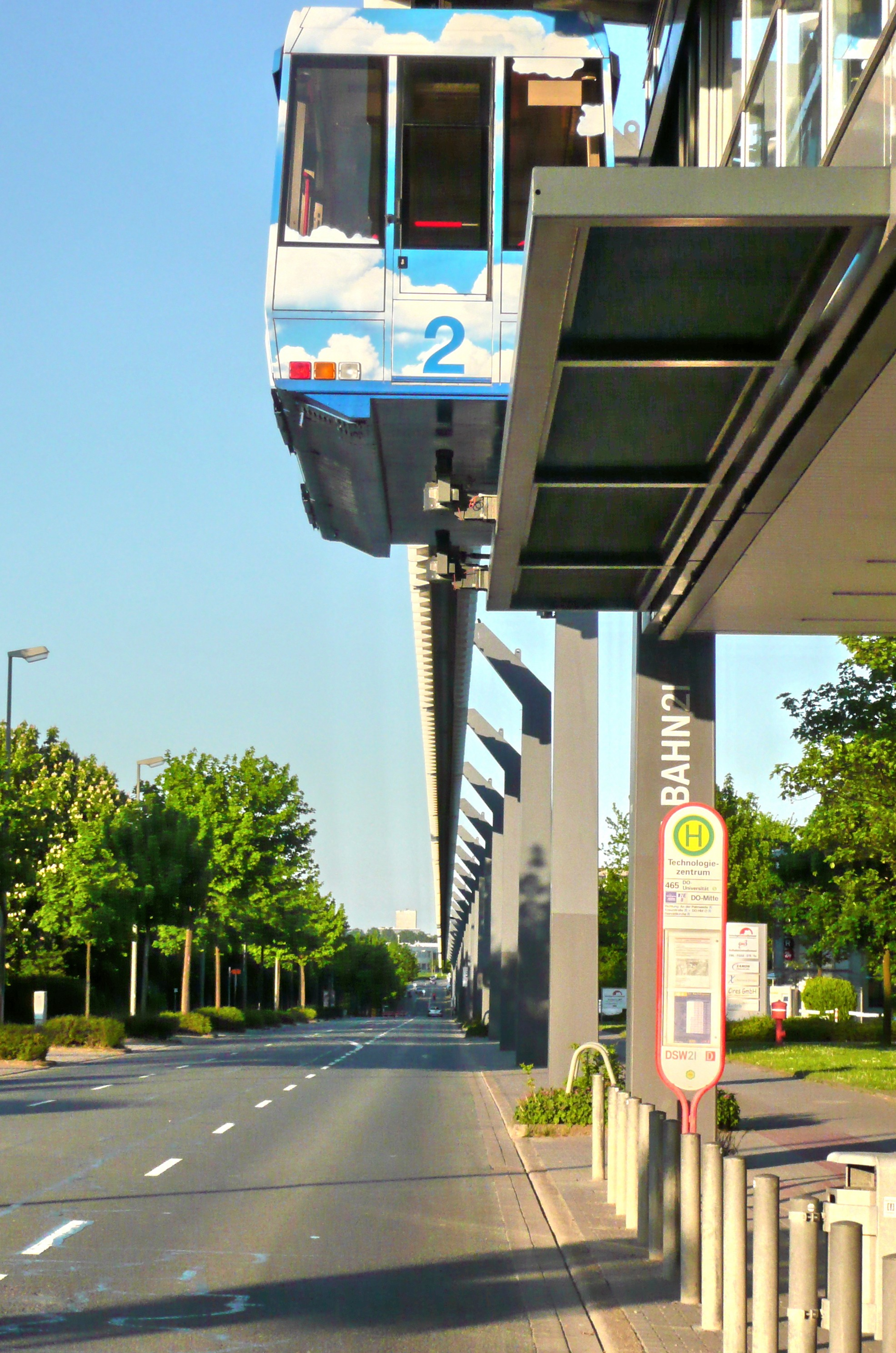
H-Bahn-Strecke in Dortmund mit Haltestelle Technologiezentrum

Nach drei Jahren Bauzeit wurde 1993 eine erste 900 Meter lange Erweiterung mit einer neuen Abzweigung und zwei neuen Stationen, in Eichlinghofen und am S-Bahn-Haltepunkt Dortmund Universität, fertiggestellt. Des Weiteren wurde die Stromversorgung umgebaut, ein modulares Betriebssystem eingebaut und die Fahrstrecke mit einem Ortungssystem ausgestattet. Das Ortungssystem lässt eine Lagebestimmung bis auf drei Zentimeter genau zu. Diese Umbauten ermöglichten eine höhere Geschwindigkeit und eine dichtere Zugfolge, da sich bis dahin die Fahrzeuge an die Station herantasten mussten. Drei neue Fahrzeuge wurden von Düwag/Siemens geliefert und traten an die Stelle der bisher eingesetzten. Ein geplanter Betrieb mit Doppeltraktionen wurde bisher nicht realisiert, die Anlagen dafür sind jedoch teilweise an den Stationen vorhanden.
Eine weitere 1212 Meter lange Verlängerung in den nahe gelegenen Technologiepark wurde am 19. Dezember 2003 eröffnet. Das Streckennetz misst nun 3,162 Kilometer. Der Bau dieses Abschnittes kostete 14 Millionen Euro plus 1,5 Millionen für ein weiteres Fahrzeug von der Fahrzeugtechnik Dessau AG (FTD) mit modernerer Innenausstattung. Es trägt die Betriebsnummer 4. Ein fünftes Fahrzeug befand sich über Jahre hinweg in Montage, welche verzögert werden musste, da die FTD im Jahr 2016 Insolvenz anmeldete. Das Fahrzeug wurde in der Folge vom chinesisch-schweizerischen Schienenfahrzeughersteller Molinari Rail übernommen, im Werk Dessau-Roßlau (ehemaliges FTD-Werk) fertiggestellt und im September 2021 nach Dortmund geliefert.

#### Betrieb
Auf der Linie 1 vom Technologiepark nach Eichlinghofen pendeln werktags außer samstags tagsüber zwei Fahrgastkabinen im Zehnminutentakt, die sich jeweils in der Haltestelle Universität (S) begegnen, wo alle 15 Minuten Anschluss an die S-Bahn in Richtung Dortmund Hbf und Bochum besteht. Ein drittes Fahrzeug pendelt als Linie 2 alle 5 Minuten auf der ältesten Strecke zwischen Campus Nord und Campus Süd. Als Reserve und für die Verstärkung der Linie 2 (siehe unten) ist ein viertes Fahrzeug vorhanden.
Abends gegen 19:00 Uhr wird das Betriebskonzept geändert: statt der Linie 2 verkehrt eine Linie 3 von Campus Nord nach Eichlinghofen im Zehnminutentakt, außerdem wird die Linie 1 aufgespalten: Als Linie 5 fährt ein Fahrzeug im Halbstundentakt mit Anschluss an die Fahrten der S-Bahn zwischen Universität (S) und Eichlinghofen, das andere als Linie 7 zwischen Technologiezentrum und Universität (S). Während letztere Linie nur bis 21:00 Uhr betrieben wird, verkehren die Linien 3 und 5 bis gegen Mitternacht.
Seit dem 30. Juni 2018 verkehrt die Linie 5 Universität (S) – Eichlinghofen auch samstags von 8:00 bis 16:00 Uhr. Auf dem Streckenabschnitt zum Technologiezentrum findet samstags kein Betrieb statt. Sonn- und feiertags ruht der Betrieb auf der Gesamtstrecke.
Ein weiteres Fahrzeug für Wartungsarbeiten existiert ebenfalls. Dieses wird auch zur Evakuierung bei Ausfällen der Waggons auf der Strecke benutzt. Im Jahr werden in 3.700 Betriebsstunden mit den Fahrzeugen circa 200.000 Kilometer zurückgelegt und dabei rund 1,6 Millionen Fahrgäste befördert.
Um auf der Linie 2 gleichzeitig zwei Fahrzeuge einsetzen zu können, wurde die Station Campus Süd im Jahr 2011 auf drei Bahnsteige ausgebaut. Der Verkehrsverbund Rhein-Ruhr (VRR) hat hierfür 2,7 Millionen Euro bewilligt. Dieser Ausbau wurde durch Kapazitätsprobleme in den Stoßzeiten des Universitätsbetriebs – unter anderem nach Schließung der Mensa am Campus Süd – notwendig. Wenn zu viele Menschen in die Wagen drängen, können die Türen nicht schließen, und der Fahrbetrieb kommt aus dem Takt, wodurch eine oder mehrere Fahrten ausfallen. Nach der Eröffnung dieser Erweiterung wird in den Stoßzeiten ein zweites Fahrzeug auf der Linie 2 eingesetzt, hierzu dient das Reservefahrzeug. Somit ist eine Beförderung von bis zu 2160 Fahrgästen pro Stunde möglich.
Neben dem regulären Taktfahrplan kann in aufkommensschwachen Zeiten auch ein Rufbetrieb mit Anforderung des Fahrzeugs durch den Fahrgast durchgeführt werden, beispielsweise morgens auf der Linie 1.
Die Verfügbarkeit der H-Bahn seit Betriebsaufnahme liegt bei über 99 %. Während der Vorlesungszeit werden täglich 7.000 Fahrgäste transportiert.

#### Unfall
Am 15. Mai 2012 ereignete sich unweit der Station Campus Nord ein Unfall, bei dem die H-Bahn mit einem Container kollidierte, der von einem Abbruchunternehmen verladen wurde. Dabei wurden 27 Menschen verletzt. In der Folge konnten längere Zeit nur drei der vier Fahrzeuge eingesetzt werden, sodass bei Wartungsarbeiten an einem der Fahrzeuge ein Busersatzverkehr zwischen Universität (S) und Technologiezentrum eingerichtet werden musste. Seit November 2013 sind wieder alle vier Fahrzeuge betriebsfähig.

#### Mögliche Erweiterungen

##### Stadtbahnentwicklungskonzept 2008

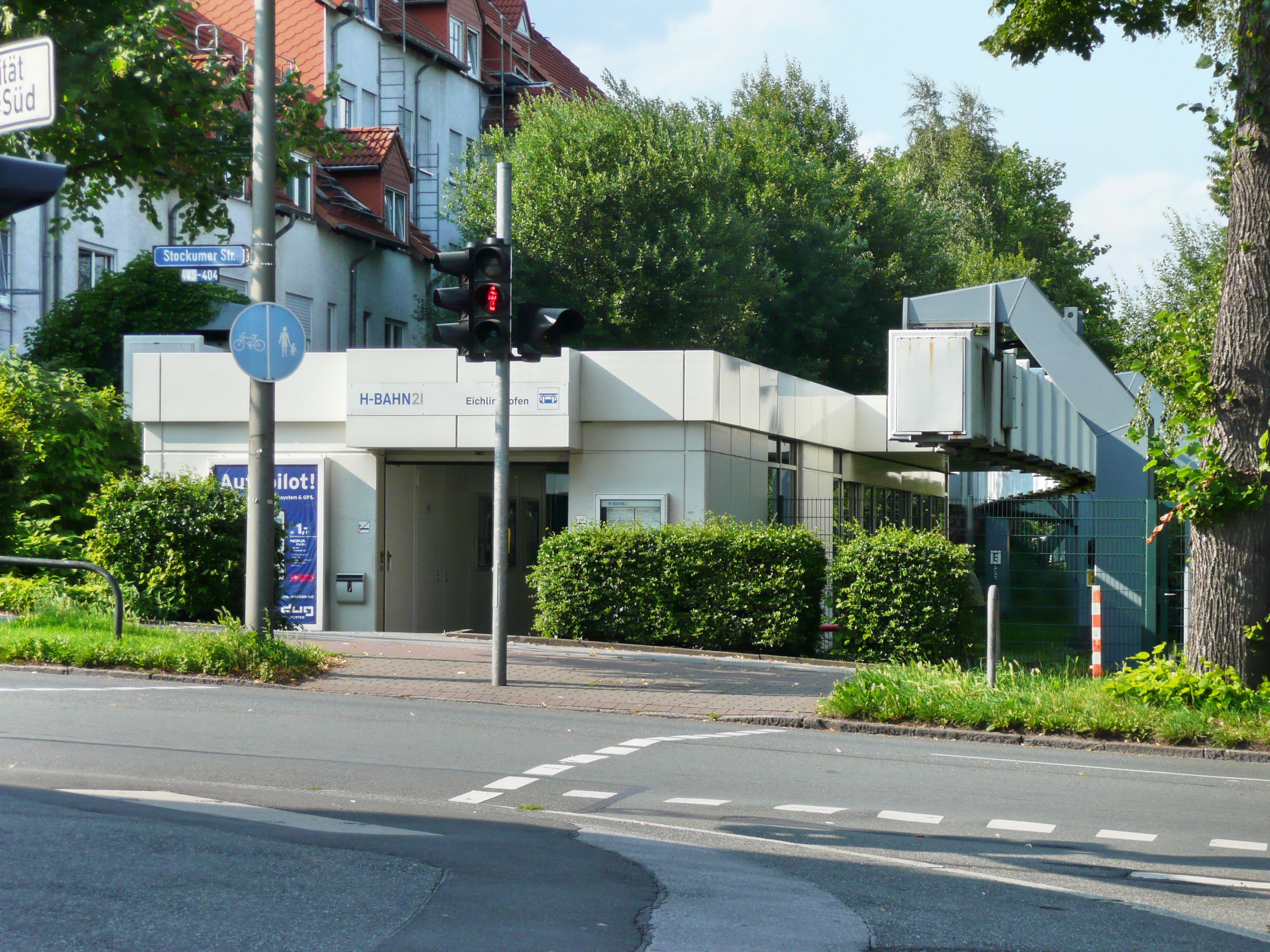
Ebenerdige H-Bahn-Endhaltestelle Eichlinghofen

Im Zuge der Fortschreibung des Stadtbahnentwicklungskonzeptes wurden im Jahr 2008 mehrere Verlängerungen der vorhandenen H-Bahn-Anlage sowie der Neubau einer hiervon unabhängigen Strecke im Hinblick auf Nutzen und Kosten untersucht. Alle Varianten wurden dabei jedoch wegen eines zu geringen Kosten-Nutzen-Faktors abgelehnt. Für keine Strecke erfolgte eine Trassensicherung.
| Start               | Ziel               | Kosten-Nutzen-Faktor |
| ------------------- | ------------------ | -------------------- |
| Technologiezentrum  | Weißes Feld        | Negativ              |
| Universität S       | Parkhaus Barop     | Negativ              |
| Universität S       | An der Palmweide   | Negativ              |
| Universität S       | Märkische Straße   | Negativ              |
| Technologiezentrum  | Wittener Straße    | Positiv (0,3)        |
| Bahnhof Holzwickede | Flughafen Dortmund | Positiv (0,36)       |

##### Verlängerung nach Hauert
Im Juni 2017 sprach sich der Rat der Stadt Dortmund grundsätzlich für eine Streckenverlängerung der H-Bahn aus. Er griff dabei bestehende Anforderungen aus dem Masterplan Wissenschaft der Stadt Dortmund und des Konzepts Campus 2030 auf, die Verlängerungen bis zum Weißen Feld in Oespel und zum Parkhaus Barop favorisierten. Die H-Bahn GmbH und DSW21 nahmen anschließend die Planungen für ein Teilstück bis zur Straße Hauert auf. Die neue Haltestelle würde sich 410 Meter westlich der aktuellen Endstelle Technologiezentrum befinden. Zu Beginn des Jahres 2020 war das Planfeststellungsverfahren noch nicht eingeleitet. Konkrete Planungsarbeiten, diesen Streckenabschnitt weiter bis zum Weißen Feld zu verlängern, und für die Strecke Richtung Parkhaus Barop, sind bisher nicht bekannt geworden.

##### Bypass Universität – FH – Hafen
Politischem Bestreben nach sollte eine Strecke von der Universität zum Hafen geprüft und realisiert werden. Hierbei ging es um die Verbindung von Universität, dem geplanten Gelände der Fachhochschule Dortmund im Unionviertel und dem Hafen, der in naher Zukunft eine städteplanerische Umgestaltung erfahren sollte. Zeitgleich wurde alternativ auch eine klassische Stadtbahn-Anbindung geprüft. Darüber hinaus bestand die Option, die Strecke bis zum Fredenbaum, wo Anschluss an die Stadtbahnlinie U41 bestünde, zu verlängern. Im Januar 2023 wurde ein Gutachten veröffentlicht, welches bestätige, dass der Bau der Strecke zwischen dem Bahnhof Dortmund-Dorstfeld und Fredenbaum wirtschaftlich wäre. Die Strecke wäre vier Kilometer lang, würde über sieben Stationen verfügen und eine geplante Bauzeit von vier Jahren erfordern, sodass eine Eröffnung nach 2030 denkbar gewesen wäre. Die Planungen wurden nach der Einstellung der Pläne zur Entwicklung eines neuen Geländes der Fachhochschule Dortmund aufgegeben.

##### Teststrecke und Anbindung an U42
Es besteht seitens der H-Bahn GmbH das Interesse, eine Teststrecke zu errichten, um ungestört vom Planbetrieb ein neues CBTC-System und darauf basierend eine neue Fahrzeuggeneration zu entwickeln. Die Teststrecke könnte darüber hinaus in Zukunft Teil einer Strecke werden, die das Gelände der Technischen Universität mit der Stadtbahnlinie U42 verknüpfte, wobei als mögliche Anschlusspunkte die Haltestellen Barop Parkhaus, Am Beilstück oder Theodor-Fliedner-Heim, womit man die Messe Dortmund und den Signal-Iduna-Park anbände, in Frage kommen. Im Januar 2023 wurde im Rahmen der Meldung, dass die Realisierung der Strecke wirtschaftlich wäre, bekanntgegeben, dass die Verknüpfung zur U42 an der Station Theodor-Fliedner-Heim entstünde. Der Baubeginn ist für 2027 vorgesehen, während die Fertigstellung für 2029 geplant ist und Baukosten von insgesamt 50 Millionen Euro erwartet werden. Ursprüngliche Planungen sahen eine Trassenführung entlang der Emil-Figge-Straße vor, wofür vier zusätzliche Fahrzeuge geplant wurden, allerdings wurden die Planungen im Juli 2024 dahingehend geändert, dass eine alternative Trassenführung geplant wird, welche über Felder führen würde, wobei durch eine um rund 100 Meter kürzere Streckenlänge, eine Verringerung der Fahrzeit um 19 Sekunden und die Einsparung eines Fahrzeugs Einsparungen in Höhe von einer Million Euro möglich wären. Nach der Inbetriebnahme ist ein Zehnminutentakt vorgesehen.

### Düsseldorf
| |               |                                        |                                        |
| Streckenlänge: | 2,5 km        |                                        |                                        |
| Stromsystem: | 400 V 50 Hz ∆ |                                        |                                        |
| Streckengeschwindigkeit: | 50 km/h       |                                        |                                        |
| |               |                                        |                                        |
| \| \| \| Fernbahnhof S 1 \| \| \| \| \| \| \| \| \| \| Zugdepot und Betriebswerk \| \| \| \| \| \| \| \| \| \| S-Bahn Terminal ↔ Düsseldorf-Unterrath \| \| \| \| \| Parkhaus P4/P5 \| \| \| \| \| \| \| \| \| \| Terminal A/B \| \| \| \| \| Terminal C S 11 \| \| |               |                                        |                                        |
| |               | Fernbahnhof S 1                        |                                        |
| U-Bahn-Strecke von links · U-Bahn-Abzweig geradeaus und nach rechts · Strecke |               |                                        |                                        |
| U-Bahn-Dienststation / Betriebs- oder Güterbahnhof · U-Bahn-Strecke · Strecke |               | Zugdepot und Betriebswerk              | Zugdepot und Betriebswerk              |
| U-Bahn-Strecke nach links · U-Bahn-Abzweig geradeaus und von rechts · Strecke |               |                                        |                                        |
| Strecke von links · U-Bahn-Kreuzung mit Eisenbahn · Abzweig geradeaus, nach rechts und von rechts |               | S-Bahn Terminal ↔ Düsseldorf-Unterrath | S-Bahn Terminal ↔ Düsseldorf-Unterrath |
| Tunnelanfang · U-Bahn-Haltepunkt / Haltestelle · Strecke nach halblinks |               | Parkhaus P4/P5                         | Parkhaus P4/P5                         |
| Strecke nach links (im Tunnel) · U-Bahn-Kreuzung mit Eisenbahn mit Tunnelstrecke · Strecke von rechts (im Tunnel) |               |                                        |                                        |
| U-Bahn-Haltepunkt / Haltestelle · Strecke (im Tunnel) |               | Terminal A/B                           | Terminal A/B                           |
| U-Bahn-Kopfbahnhof Ende Hochstrecke · Strecke nach rechts (im Tunnel) |               | Terminal C S 11                        | Terminal C S 11                        |

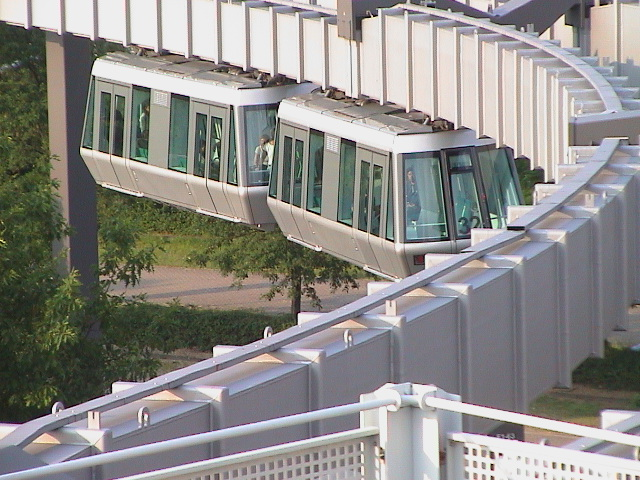
SkyTrain am Flughafen Düsseldorf

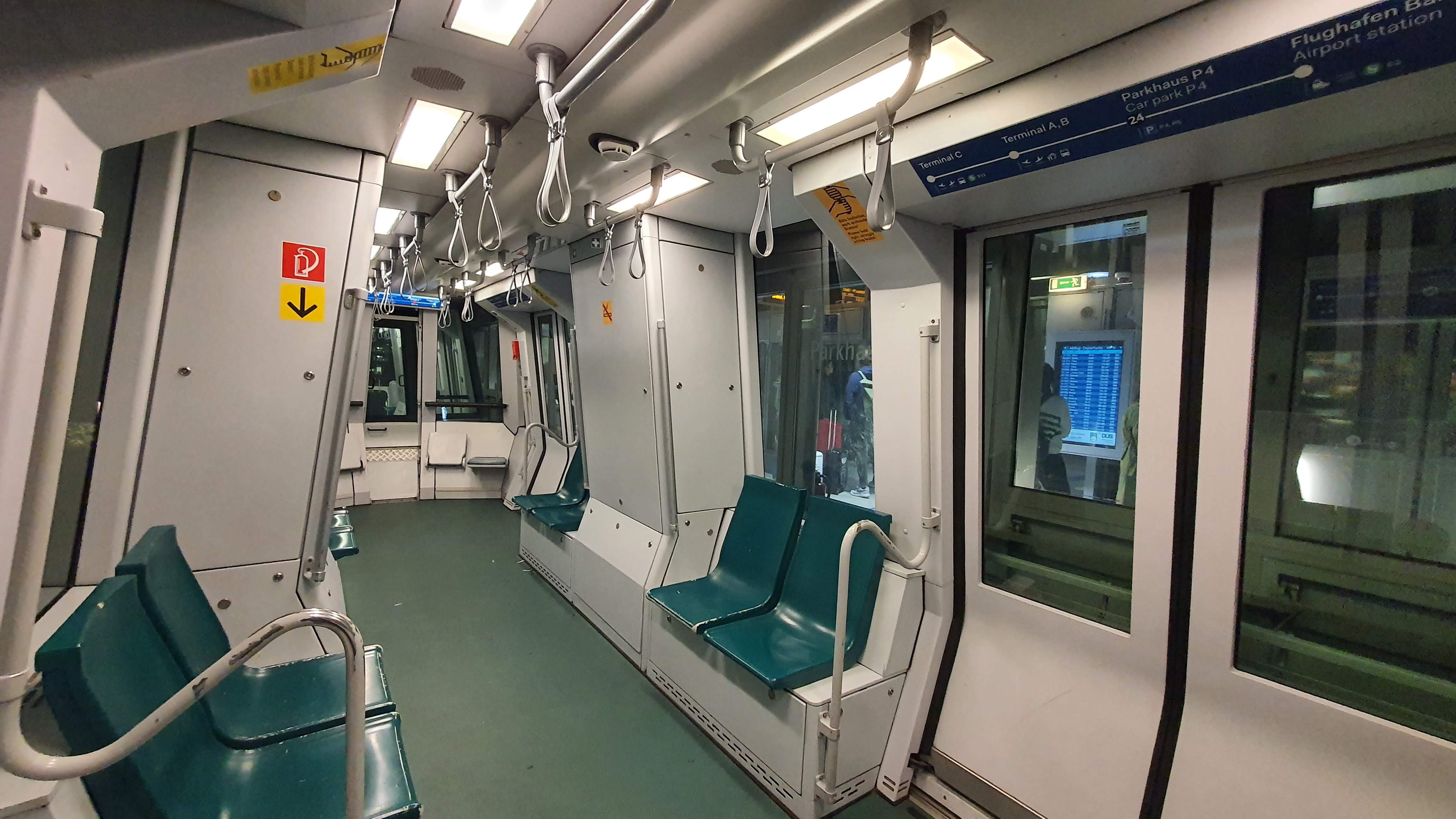
Innenansicht einer Kabine des SkyTrains am Düsseldorfer Flughafen 2023.

Seit dem 1. Juli 2002 gibt es mit dem SkyTrain eine weitere Anlage; sie befindet sich am Flughafen Düsseldorf. Baubeginn war im November 1996. Zuerst wurde der Abschnitt zwischen dem Fernbahnhof und dem Terminal A/B in Betrieb genommen. Diese Strecke ist 2,5 Kilometer lang und weist bis zu 4 % Steigung auf. Der letzte, rund 250 Meter lange Abschnitt bis Terminal C wurde rund 1½ Jahre später mit der Fertigstellung des Terminals eröffnet. Die Baukosten beliefen sich auf rund 150 Millionen Euro, von denen der Flughafen-Bahnhof 35 Millionen Euro verschlang. 62 % der Baukosten wurden durch Fördermittel erbracht.
Auf der Strecke verkehren bis zu sechs Züge aus je zwei aneinander gekoppelten Kabinen, die je 18,4 Meter lang und 2,56 Meter breit sind und mit einer Spannung von 400 Volt betrieben werden. Jeder Zwei-Wagen-Zug bietet 64 Steh- und 30 Sitzplätze. Bei einem Dreiminutentakt befördert die Bahn bis zu 2000 Fahrgäste in der Stunde jeweils von 3:45 Uhr bis 0:45 Uhr. Die Strecke wird mit einer Reisegeschwindigkeit von 21 km/h im Schnitt in sieben Minuten durchfahren, die Höchstgeschwindigkeit beträgt 50 km/h.
In ihrer Anfangsphase hatte die Bahn mehrfach Probleme mit der sensiblen Auslegung der Sicherheitssysteme, die unbegründete Notbremsungen auf offener Strecke zur Folge hatten. Dies führte phasenweise zur Einstellung des Betriebs. Ersatzweise wurde dann ein Pendelbusbetrieb angeboten. Vom 31. Oktober bis 4. Dezember 2005 wurden im Wesentlichen Arbeiten am Fahrweg durchgeführt.
Nach einer weiteren Panne am 10. Januar 2006, bei dem Passagiere mehr als zwei Stunden in den Wagen festsaßen, wurde das System erneut außer Betrieb genommen. Für den Tausch der Fahrwegträger sowie für die Systemintegration der generalüberholten Fahrzeuge stand der SkyTrain von Januar bis zum 16. September 2006 erneut still. Die Firma Siemens TS trug die Kosten für den in dieser Zeit notwendig gewordenen Schienenersatzverkehr. Am 16. September 2006 wurde der Betrieb vorläufig wieder aufgenommen, nachdem Leittechnik und Fahrzeuge überarbeitet, die Abfertigung an den Haltestellen beschleunigt und das Betriebsmanagement optimiert wurden, so dass ein verbesserter Komfort, höhere Geschwindigkeit und damit höhere Kapazitäten bei der Personenbeförderung das Ergebnis waren.
Vier Tage nach der vorläufigen Wiederinbetriebnahme blieb die Bahn am 20. September 2006 wiederum stehen, und zwanzig Fahrgäste konnten erst nach 46 Minuten das Fahrzeug verlassen, obwohl das Betriebsmanagementkonzept lange geübt worden war.
Am 7. Dezember 2006 wurde der SkyTrain vom Flughafen endgültig abgenommen. Nach Aussage des Flughafens wurde vor der Abnahme eine Verfügbarkeit des Systems von über 99 % nachgewiesen. Siemens bleibt Betreiber der Anlage und haftet auch für weitere Ausfälle der Bahn über die Gewährleistungszeit von 25 Jahren.
Die Haltepunkte werden auf Deutsch und Englisch angesagt.

### Verbundtarif und Sonderregelungen

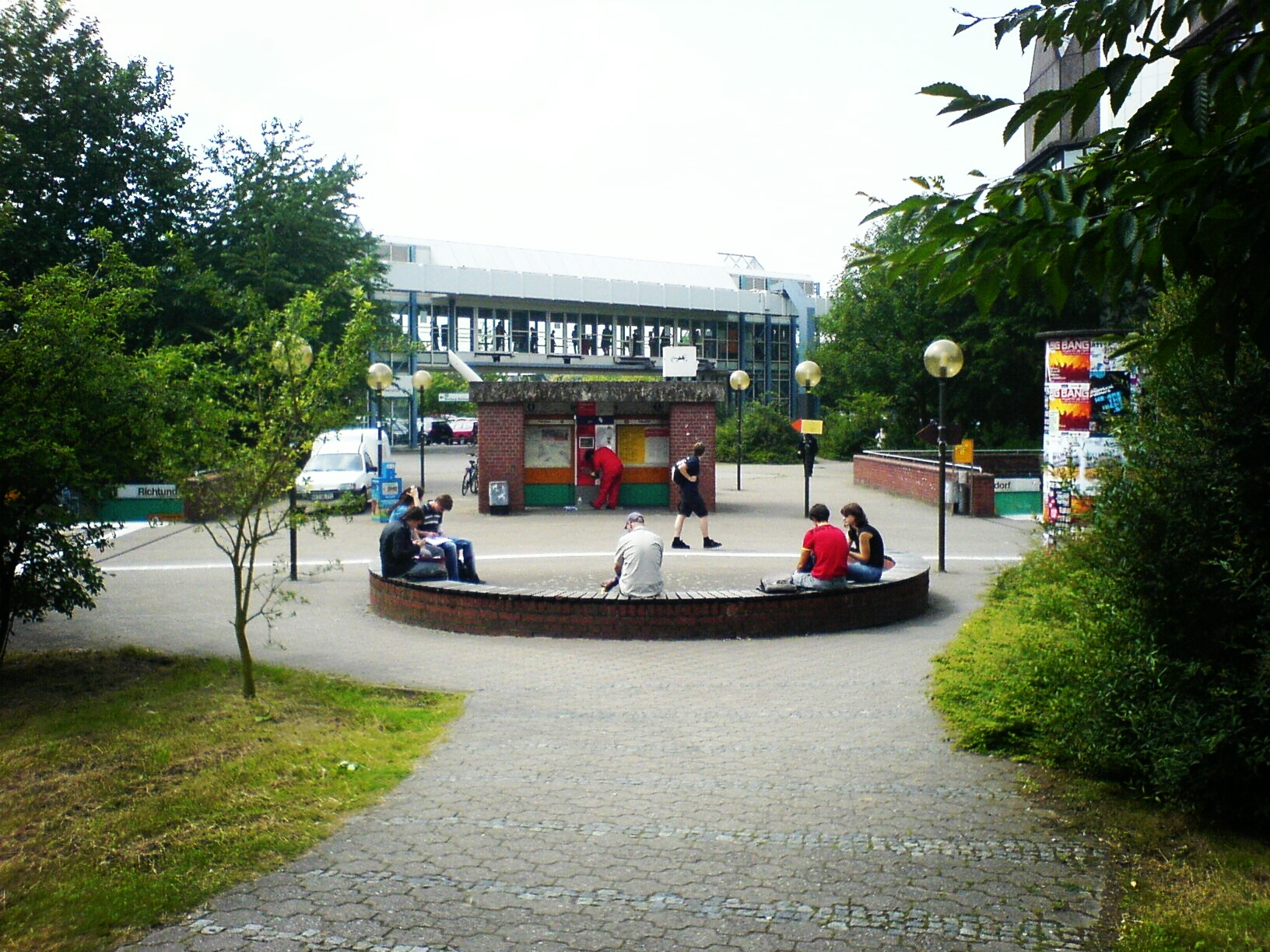
Dortmund-Universität, Übergang zur Linie S1 des S-Bahn Rhein-Ruhr

Beide Bahnen sind in das Tarifsystem des Verkehrsverbunds Rhein-Ruhr (VRR) eingebunden. Wer nur mit der H-Bahn in Dortmund fahren möchte, kann ein Ticket gemäß Sondertarif erwerben, das zwei Stunden gilt. In Düsseldorf gelten auch ein entsprechendes Parkticket sowie Tickets für die Besucherterrassen als Fahrschein.

### Dortmund
- Seiten des Betreibers
- Fotos

### Düsseldorf
- Offizielle Webseite zum SkyTrain auf Düsseldorf Airport (Memento vom 22. Oktober 2019 im Internet Archive)
- Bilder auf public-transport.net

### Erlangen
- Entwicklung H-Bahn in Erlangen und Pläne für Erlangen, über Siegfried Müller, Projektleiter H-Bahn